# Salomo N’tuve
Salomo N’tuve (* 20. November 1988) ist ein schwedischer Boxer. Er war Vizeeuropameister 2008 im Fliegengewicht.

## Werdegang
Salomo N’tuve ist der Sohn afrikanischer Einwanderer nach Schweden. Zusammen mit seinem Bruder Jahova N’tuve begann er im Jahre 2004 beim Boxclub Angered BC in Göteborg mit dem Boxen. Sein Trainer war bzw. ist dort Tommy Andersson. Obwohl er erst mit 15 Jahren mit dem Boxen begann, vorher spielte er Fußball, gehörte er bald zu den besten schwedischen Juniorenboxern. Bereits im Jahre 2005 wurde er schwedischer Juniorenvizemeister im Papiergewicht (- 48 kg).
Im Jahre 2006 belegte er bei den schwedischen Junioren-Meisterschaften im Fliegengewicht (- 51 kg) nach einer Halbfinalniederlage gegen Clarence Goyeram den 3. Platz und im Jahre 2007 gelang es ihm dann schwedischer Juniorenmeister im Fliegengewicht mit einem Sieg über Arber Sejdiu zu werden. Im gleichen Jahr wurde er mit einem erneuten Sieg über Arber Sejdiu auch schwedischer Meister bei den Senioren im Fliegengewicht. Diesen Erfolg konnte er sowohl 2008 als auch 2011 wiederholen.
Im Jahre 2006 begann die internationale Karriere von Salomo N’tuve. Er belegte in diesem Jahr bei den Nordischen Junioren-Meisterschaften in Tønsberg/Norwegen im Fliegengewicht den 2. Platz nach einer Punktniederlage im Finale gegen Dennis Ceylan aus Dänemark, der im gleichen Jahr auch Junioren-Europameister wurde.
Im Jahre 2007 nahm er beim „Tammer“-Turnier in Tampere und damit erstmals an einem internationalen Männerturnier teil und belegte dort im Fliegengewicht mit einem Sieg über Paul Butler aus England und einer Niederlage gegen Cherif Walid aus Tunesien den 3. Platz.
2008 gewann N’tuve internationale Turniere in Gävle und in Tampere und nahm auch an der zweiten europäischen Olympiaausscheidung in Athen teil. Dort verlor er aber gleich seinen ersten Kampf gegen Conor Ahearn aus Irland und verpasste damit die Olympiaqualifikation für Peking.
Im November 2008 startete er bei der Europameisterschaft in Liverpool im Fliegengewicht. Er hatte sich stark verbessert und siegte dort über Conor Ahearn, Bata-Munka Wankejeu aus Belarus und Alexander Riscan aus Moldawien und stand damit im Endkampf gegen Heorhij Tschyhajew aus der Ukraine. Diesem erfahrenen Boxer unterlag er zwar nach Punkten, kam aber auf den 2. Platz und wurde dadurch Vizeeuropameister.
Im Jahre 2009 nahm er an mehreren internationalen Turnieren teil. Er konnte davon zwar keines gewinnen, erzielte dabei aber einige beachtenswerte Einzelergebnisse. So besiegte er beispielsweise beim „Strandjata“-Turnier in Plowdiw den kubanischen Bronze-Medaillengewinner von Peking 2008 Yampier Hernández nach Punkten, und bei einem Länderkampf in Kalmar kam er zu einem Punktsieg über Andrew Selby aus Wales. Den schwedischen Meistertitel im Bantamgewicht konnte er 2009 nicht verteidigen, denn er verlor das Finale gegen Niklas Helgesson nach Punkten.
Später im Jahr nahm N’tuve an den Weltmeisterschaften teil, schied aber bereits im ersten Kampf gegen den Portugiesen Pedro Matos aus (8:1).
2010 kam N’tuve ins Finale der Nordischen Meisterschaften, musste sich in diesem aber dem Finnen Petteri Froejdholm geschlagen geben (5:12). Bei den Europameisterschaften im selben Jahr erreichte er das Viertelfinale und schied in diesem gegen Heorhij Tschyhajew aus. Im Folgejahr nahm N’tuve wiederum an den Europameisterschaften teil, verlor aber bereits im ersten Kampf gegen Stefan Ivanov aus Bulgarien. Auch bei den Weltmeisterschaften 2011 in Baku kam er nicht über das Halbfinale hinaus.
Sein Ziel, die Teilnahme an den Olympischen Spielen 2012 in London, war damit in weite Ferne gerückt. Um es aber dennoch zu erreichen, nahm er am europäischen Olympiaqualifikationsturnier in Trabzon teil und erreichte nach Siegen gegen Pedro Matos, Portugal (12:7) und Olexandr Shepelyuk, Ukraine (14:9) das Halbfinale, welche er gegen den späteren Sieger des Turniers Nordine Oubaali, Frankreich knapp verlor (10:11). Mit diesem 3. Platz qualifizierte er sich für das olympische Turnier.
Zur Vorbereitung auf die Olympischen Spiele nahm N’tuve 2012 an Turnieren in Helsinki und Havanna teil, die er jedoch beide nicht für sich entscheiden konnte. Bei den Olympischen Spielen 2012 in London verlor er im ersten Kampf gegen Ilijas Suleimenow.

## Internationale Erfolge
| Jahr | Platz | Wettbewerb                                   | Gewichtsklasse | |
| 2006 | 2.    | Nordische Junioren-Meisterschaft in Tønsberg | Papier         | nach einer Punktniederlage im Finale gegen Dennis Ceylon, Dänemark                                                                   |
| 2007 | 3.    | „Tammer“-Turnier in Tampere                  | Fliegen        | mit einem Sieg über Paul Butler, England u. einer Niederlage gegen Cherif Walid, Tunesien                                            |
| 2008 | 3.    | „Feliks-Stamm“-Turnier in Warschau           | Fliegen        | nach einer Punktniederlage im Halbfinale gegen Heorhij Tschyhajew, Ukraine                                                           |
| 2008 | 9.    | Olympiaqualifikationsturnier in Athen        | Fliegen        | nach einer Punktniederlage im Viertelfinale gegen Conor Ahearn, Irland                                                               |
| 2008 | 1.    | Falken-Cup in Gävle                          | Bantam         | mit Siegen über Farhan Mohamed u. Rifat Khan, bde. Schweden                                                                          |
| 2008 | 1.    | „Tammer“-Turnier in Tampere                  | Fliegen        | mit Siegen über Mohamed Abdelaziz al-Wadi, Jordanien u. Joe Gage, Wales                                                              |
| 2008 | 2.    | EM in Liverpool                              | Fliegen        | mit Siegen über Conor Ahearn, Bata-Munka Wankejeu, Belarus, Alexander Riscan, Moldawien und einer Niederlage gegen Georgi Tschigajew |
| 2009 | 5.    | „Strandjata“-Turnier in Plowdiw              | Fliegen        | mit einem Sieg über Yampier Hernández, Kuba u. einer Niederlage gegen Artem Dalakjan, Ukraine                                        |
| 2009 | 3.    | „Feliks-Stamm“-Turnier in Warschau           | Fliegen        | nach Punktniederlage gegen Rafael Kaczor, Polen                                                                                      |
| 2009 | 2.    | „Bee-Gee“-Turnier in Helsinki                | Bantam         | nach einem Sieg über Dimitijs Gutmans, Lettland u. einer Niederlage gegen Khalid Saeed Yafai, England                                |
| 2009 | 5.    | Arena-Cup in Pula                            | Bantam         | nach einer Niederlage gegen Andrei Razvan, Rumänien                                                                                  |
| 2010 | 3.    | Zlatko Hrbic Memorial in Zagreb              | Bantam         | nach einer Niederlage gegen Hafid Bouji, Deutschland                                                                                 |
| 2010 | 2.    | Nordic Championships in Oslo                 | Bantam         | nach Niederlage gegen Dennis Ceylan, Dänemark                                                                                        |
| 2010 | 5.    | Umakhanov Memorial in Makhachkala            | Bantam         | nach Niederlage gegen Magomed Kurbanov, Russland                                                                                     |
| 2010 | 5.    | EM in Moskau                                 | Bantam         | nach Niederlage gegen Georgi Chigayev, Ukraine                                                                                       |
| 2011 | 5.    | Giraldo Cordova Cardin Memorial in Havanna   | Bantam         | nach Niederlage gegen Robeisy Ramirez, Cuba                                                                                          |
| 2011 | 17.   | EM in Ankara                                 | Fliegen        | nach einer Punktniederlage gegen Stefan Iwanow, Bulgarien (12:16)                                                                    |
| 2011 | 9.    | WM in Baku                                   | Fliegen        | nach Punktsiegen gegen Piotr Gudel, Polen und Ronny Beblik, Deutschland und einer Punktniederlage gegen Jasurbek Latipov, Usbekistan |

## Schwedische Meisterschaften
| Jahr | Platz | Altersgruppe | Gewichtsklasse | Ergebnis                                             |
| 2005 | 2.    | Junioren     | Papier         | Punktniederlage gegen Robert Nilsson                 |
| 2006 | 3.    | Junioren     | Fliegen        | Punktniederlage im Halbfinale gegen Clarence Goyeram |
| 2007 | 1.    | Junioren     | Fliegen        | Punktsieg über Arber Sejdiu                          |
| 2007 | 1.    | Senioren     | Fliegen        | Punktsieg über Arber Sejdiu                          |
| 2008 | 1.    | Senioren     | Bantam         | Punktsieg über Arber Sejdiu                          |
| 2009 | 2.    | Senioren     | Bantam         | Punktniederlage gegen Niklas Helgesson               |

## Länderkämpfe
| Jahr | Ort          | Begegnung               | Gewichtsklasse | Ergebnis                               |
| 2008 | Kristianstad | Schweden gegen Finnland | Bantam         | kampfloser Sieger über Toni Hämäläinen |
| 2009 | Kalmar       | Schweden gegen England  | Bantam         | Punktsieger über Andrew Selby          |